# Lorenz Clasen

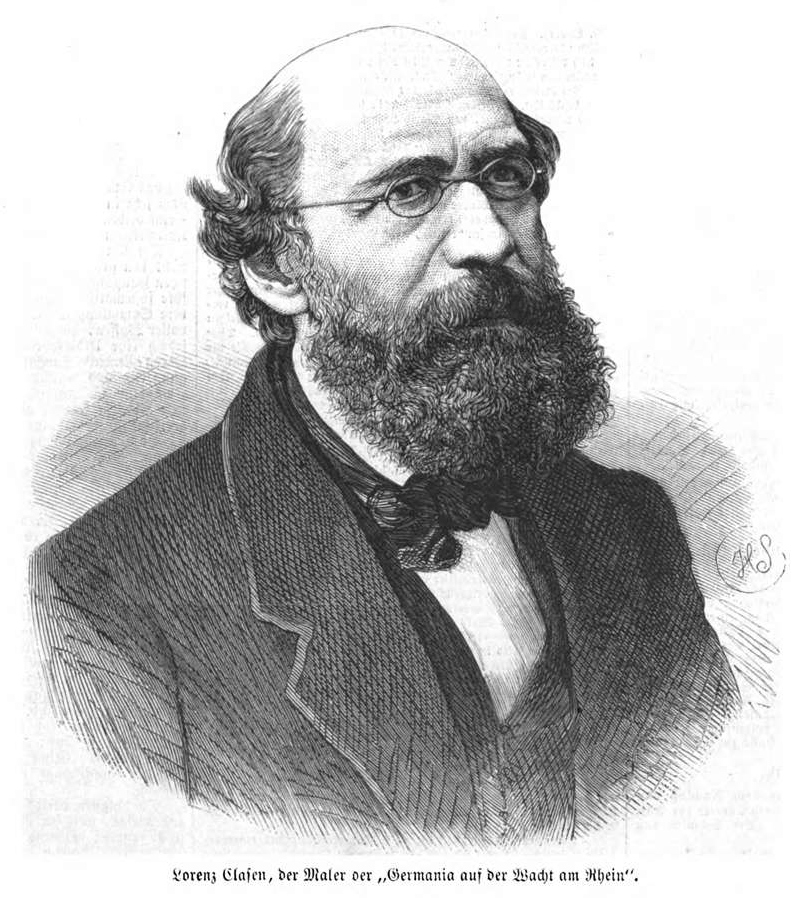
Lorenz Clasen.

Lorenz Clasen, född 14 december 1812 i Düsseldorf, död 31 maj 1899 i Leipzig, var en tysk konstnär.
Clasen utbildades vid Düsseldorfs målarakademi under Friedrich Wilhelm von Schadows och Theodor Hildebrandts ledning. Han gjorde sig känd genom religiösa målningar samt historiemåleri som Konrad II (i kejsarsalen i Frankfurt am Main) och Germania på vakt vid Rhen (i rådhuset i Krefeld), vilken var inspirerad av sången Die Wacht am Rhein och efter vilken oräkneliga efterbildningar gjordes under fransk-tyska kriget 1870–1871.